# ATP Frankfurt

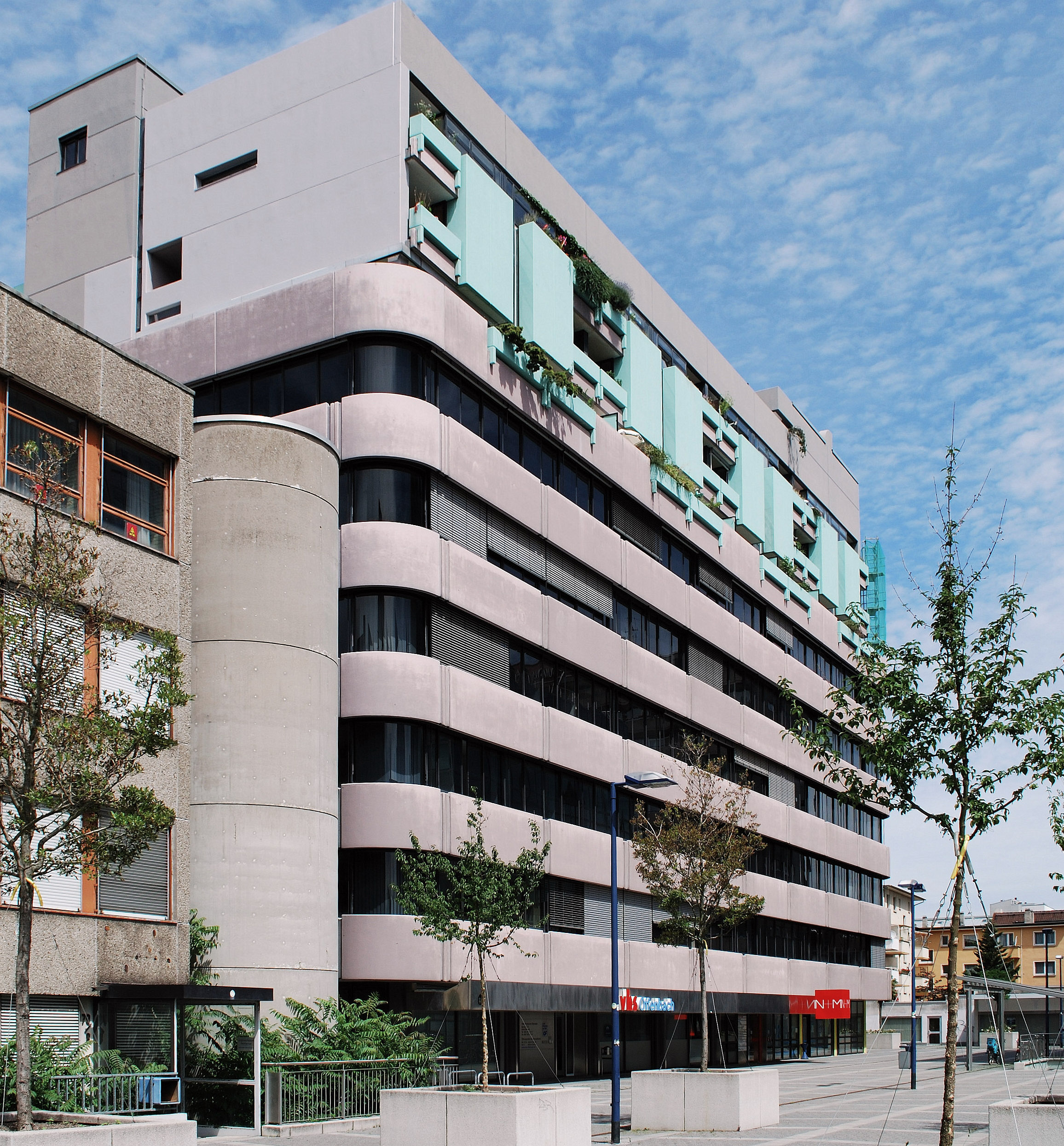
Das N+M-Haus in Offenbach am Main

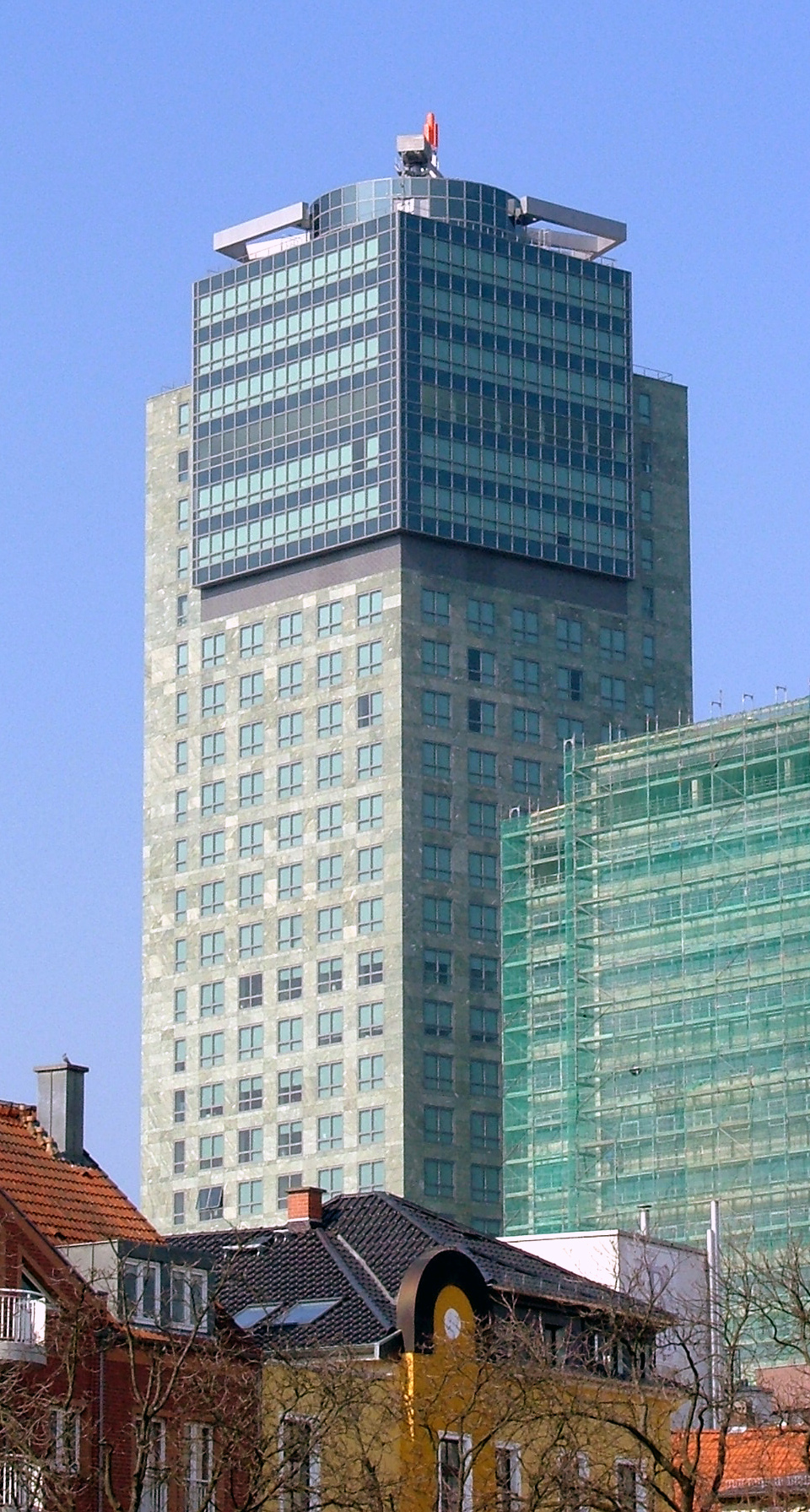
City Tower, Offenbach am Main, 2003

ATP Frankfurt (zuvor Novotny Mähner Assoziierte und ATP N+M) ist ein Integrales Planungsbüro in Frankfurt am Main und Bestandteil von ATP architekten ingenieure.

## Geschichte
Das Büro von Fritz Novotny und Arthur Mähner wurde 1959 gegründet. Anfangs vor allem im Raum Frankfurt am Main aktiv, nahm es an vielen Ausschreibungen des Bundes teil. Eine Freundschaft verband die Gründer mit Paul Friedrich Posenenske, viele Entwürfe gelten als wechselseitig beeinflusst.
Beim Wettbewerb um die Gestaltung des Olympiageländes in München belegte es den 2. Platz. Neben vielen Entwürfen für öffentliche Gebäude wurde das Büro vor allem für seine Hochhausprojekte bekannt, von denen viele in Frankfurt realisiert wurden. 1990 erarbeitete das Büro den Frankfurter Hochhausrahmenplan Bankenviertel.
Nach Insolvenz im Jahr 2004 wurde das Büro als Architektengruppe N+M GmbH weitergeführt. 2007 wurde das Architekturbüro Mitglied der ATP Gruppe, einem der führenden integral planenden Architektur- und Ingenieurbüros in Europa mit Sitz in Österreich. 2009 fusionierte N+M mit ATP und wurde seitdem als ATP N+M Architekten und Ingenieure GmbH weitergeführt. Seit 2014 firmiert das Büro unter der Bezeichnung ATP Frankfurt Planungs GmbH.

## Projekte

### Hochhäuser (Auswahl)
- Garden Tower, Frankfurt am Main, 1976
- Stern Plaza, Düsseldorf, 1988–1992[6]
- Trianon, Frankfurt am Main, 1993
- Umbau Büro Center Nibelungenplatz (heute City Gate), Frankfurt am Main, 1993[7]
- American Express-Hochhaus, Frankfurt am Main, 1993
- Taunus Tower, Eschborn, 1996[8]
- Limes Haus I, Schwalbach, 1996
- Eurotheum, Frankfurt am Main, 1998–2001
- Sunflower Tower, Beijing, 1999
- Bürohaus Mercedesstraße, Düsseldorf, 2001–2002
- Gallileo, Frankfurt am Main, 2003
- City Tower, Offenbach am Main, 2003

### Gebäudekomplexe (Auswahl)
- Volksschule Großkrotzenburg, Kreis Offenbach, 1964
- Gesamtschule Königstein/Taunus, 1972
- Service Rechenzentrum der Dt. DATEL, Darmstadt, 1973 (heute Sitz der Kreisverwaltung Darmstadt-Dieburg)
- Bundeswehr Verwaltungszentrum, München, 1975
- Erich-Ollenhauer-Haus, Bonn (Parteizentrale der SPD 1975–1999), 1975
- Victoria-Versicherung, Frankfurt (heute Ergo Versicherung), 1976
- Deutsche Botschaft, Kairo, 1978–1979
- Hyatt Regency, Köln, 1985–1988
- Delta-Haus, Wiesbaden, 1988
- Friedrich-Ebert-Stiftung, Bonn
- Philipp-Holzmann-Haus, Dresden, 1993–1995
- Euroforum Luxembourg, 1996
- Meraner Krankenhaus Franz Tappeiner (Ospedale di Merano), 1996
- Friedrich-Ebert-Stiftung, Berlin, 1997–1999[9][10]
- MDR Hörfunkzentrale, Halle, 1998
- stilwerk, Berlin, 1999
- Umbau Chinesische Botschaft in Berlin 1999
- Humboldt Park München
- Lahnstraße 60–68, Frankfurt, 2001
- Deutsche Bank, Berlin, 2005
- Main Triangel, Frankfurt, 2006
- OpernCarrée, Berlin, 2006
- Kampstraße, Dortmund
- Tönnies Hauptverwaltung, Rheda, 2011
- BASF, Ludwigshafen, 2014
- Fraunhofer IFAM, Bremen, 2015
- engelbert strauss Unternehmenscampus, Biebergemünd, 2015
- Mercedes-Benz Frankfurt, 2016
- Lufthansa Seeheim, Seeheim, 2017
- Universität Heidelberg, Pharmazeutisches Laborgebäude, 2018
- Flughafen Berlin-Brandenburg, Terminal 2, 2020

### Projekte in Offenbach am Main (Auswahl)

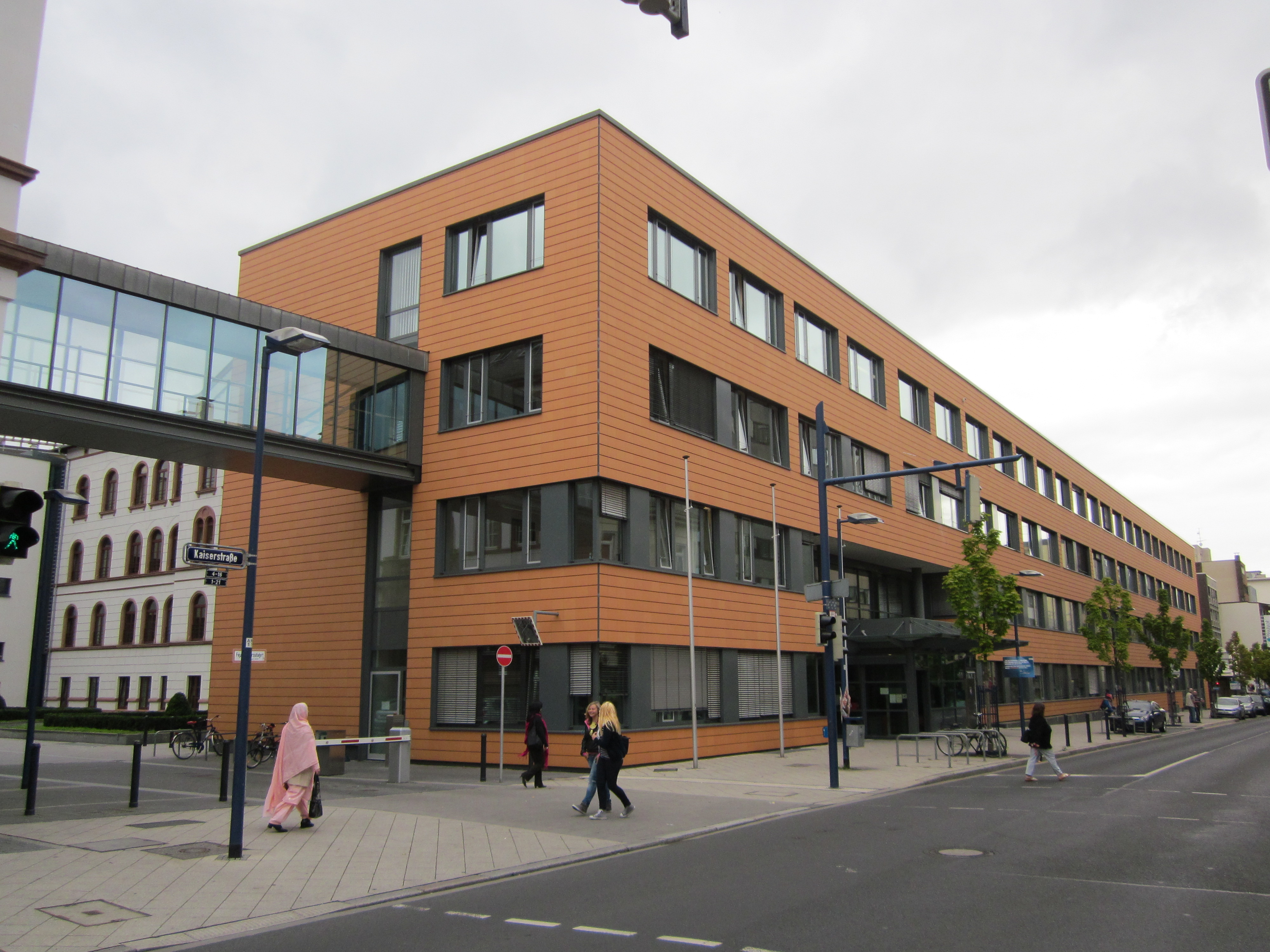
Justizzentrum Offenbach am Main

In Offenbach selbst realisierte das Büro daneben auch kleinere Projekte, wie etwa Mehrfamilienhäuser in der Löwenstraße und der Querstraße. Im Jahre 1988 stockte das Büro das 1913 von dem Architekten Heinz Collin entworfene, unter Denkmalschutz stehende ehemalige Verwaltungsgebäude der Lederwarenfabrik Gebrüder Krauss an der Ludwigstraße 33 in Offenbach auf. Größere Projekte umfassten das N+M-Haus, das Omega-Haus (1993), die BHF-Bank (1995), den City Tower (2003), den Justizkomplex (2003–2005) und das Einkaufszentrum KOMM (2008–2009).